# Страсті за Матвієм

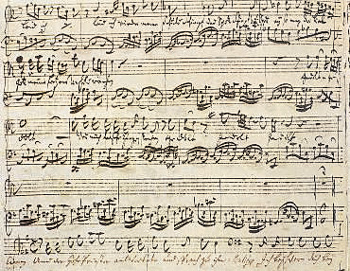
Фотографія рукопису «Страстей за Матвієм»

Страсті за Матвієм (нім. Matthäus-Passion або Matthæus Passion), BWV 244 — музичний твір Йоганна Себастьяна Баха для солістів, двох хорів і двох оркестрів, створене в 1727—1729 роках. Повна назва: Passio Domini nostri Jesu Christi secundum Matthaeum (Страсті Господа нашого Ісуса Христа за Матвієм). Лібрето Х. Ф. Генріці (Пікандера).
Страсті, або Пасіон, є одними з наймасштабніших вокальних творів Баха і складаються з 78 музичних номерів, у тому числі речитативів (включаючи читання Євангелія співуче), арій, хоралів і хорів. Загальна тривалість звучання — близько трьох годин. Твір, призначений для виконання в лютеранському богослужінні, у наші дні найчастіше виконується на концертах. Завдяки драматизованому сюжетові та конкретним дійовим особам пасіони тяжіють до опери більше, ніж інші хорові твори Баха. Музика «Страстей за Матвієм» належить до вершин творчості композитора.

## Історія створення

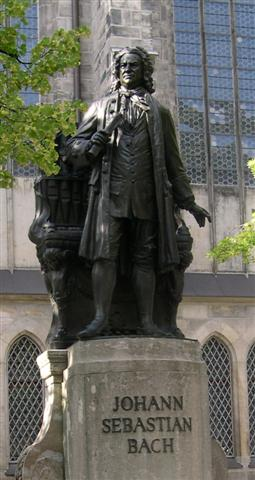
Пам'ятник Й. С. Баху поблизу церкви св. Томи в Лейпцигу

Пасіони Баха, або Страсті розкривають євангельську тему страждань Христа, первісно вони були призначені для виконання у Велику п'ятницю у церквах св. Томи і св. Миколая в Лейпцигу.
Відомо, що Бах написав 4 або 5 пасіонів, але тільки «Страсті за Матвієм» і «Страсті за Йоаном» повністю дійшли до наших днів. За роки служби кантором Бах більше 20 разів виконував «пасіони», як свої, так і інших авторів, пристосовуючись до можливостей лейпцизьких співаків і музикантів. Їх виконували в п'ятницю страсного тижня поперемінно у двох церквах. Богослужіння починалося близько другої години дня, спочатку співалися хорали, йшла перша частина «Страстей». Потім, після п'яти годин, виконували, теж разом з хоралами, їх другу частину.
Вперше «Страсті за Матвієм» Й. С. Баха імовірно були виконані у церкви Св. Хоми (нім. Thomaskirche) 11 квітня 1727 року (саме на цей день припала Велика п'ятниця). Пізніше цей твір виконувався 15 квітня 1729, до 1736 року Бах переробив їх, і виконав нову версію 30 березня 1736 року, причому в новій версії використовували вже два органи. Останній раз «Страсті за Матвієм» виконувалися Бахом, мабуть, в 1749 році.

## Відродження інтересу до музики «Страстей за Матвієм»
Вперше за межами Лейпцига «Страсті за Матвієм» були виконані лише 11 березня 1829 року, коли Фелікс Мендельсон виконав у Берліні скорочену і переписану версію з великим тріумфом у публіки. Відвідавши концерт, Гегель пізніше назвав Баха «великим, щирим протестантом, сильним і, так би мовити, ерудованим генієм, якого лише нещодавно знову ми навчилися цінувати повною мірою». Відродження Мендельсоном «Страстей за Матвієм» сприяло підвищенню інтересу до особистості і творчості великого композитора, особливо до його великих творів.
У наступні роки продовжилася робота Мендельсона з популяризації музики Баха. 1850 року було засновано «Бахівське товариство» (нім. Bach-Gesellschaft), основне завдання якого — публікація повного академічного зібрання творів Баха — була виконана до 1900 року.
У XX столітті «Страсті за Матвієм» виконувалися оркестрами під керівництвом відомих диригентів, таких як Вільгельм Фуртвенглер, Карл Ріхтер, Отто Клемперер, Герман Шерхен, Ніколаус Арнонкур, Густав Леонгардт, Тон Коопман, Гельмут Ріллінг, Георг Шолті, Джон Еліот Гардінер, Філіпп Херревеге, Леонард Бернстайн, Герберт фон Караян, Масаакі Судзукі.

## Структурні та музичні особливості
До жанру «страстей» зверталося багато композиторів кінця XVII століття. Як і в інших пасхальних ораторії епохи бароко, в основі «Страстей за Матвієм» Й. С. Баха лежить текст глав 26 і 27 Євангелія від Матвія у німецькому перекладі Мартіна Лютера. Цей текст передається у вигляді звичайного речитативу, в той час як арії, хори і хорали представляють поетичні переосмислення подій, викладених біблійному тексті, і дають уявлення про почуття головних героїв у вигляді ліричних монологів.

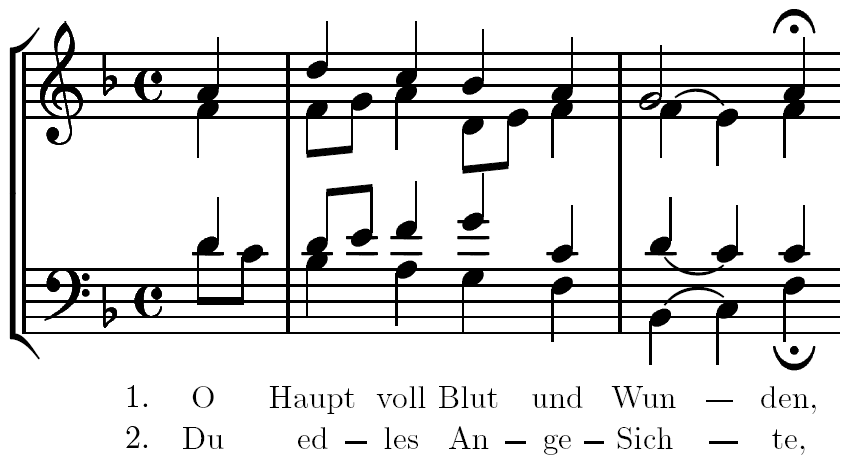
Початок хоралу

З діяльності Баха як кантора в церкві св. Хоми витікали дві особливості його постановки «Страстей». По-перше, використовували два хори, як і в мотетах, якими зазвичай починалися недільні служби. По-друге, інтенсивно використовували традиційні чотириголосні хорали — як між аріями, так і як хоральні мелодії (лат. cantus firmus) у великих поліфонічних номерах, наприклад, в «O Mensch, bewein dein’ Sünde groß» в заключному хорі першій частині (ту ж музику використано і в «Страстях за Йоаном» Баха) і в початковому хорі «Kommt, ihr Töchter, helft mir Klagen», в якому «soprano in ripieno» вінчає зростання поліфонічної і гармонічної напруги, при виконанні віршів хоралу «O Lamm Gottes, unschuldig».
Оповідання тексту Євангелія виконується тенором — «євангелістом» у формі сухого речитативу в супроводі генерал-баса («basso continuo»). Солісти виконують ролі різних дійових осіб, також речитативом: окрім Ісуса, є також репліки Юди, Петра, двох первосвящеників, Понтія Пілата, дружини Пілата, двох свідків і двох служниць, хоча вони не завжди співаються обов'язково різними солістами. Ті ж дійові особи також регулярно виконують арії (з хорами або без них). Два дуети співаються парою солістів, що представляють двох людей, що одночасно говорять. Є також кілька місць, що промовляються багатьма одночасно, вони співаються одним або двома хорами.
Речитативи Ісуса відрізняються тим, що вони завжди супроводжуються не тільки «basso continuo», але і струнним квартетом з використанням довгих розтягнутих нот, що немов проливають неземне сяйво, створюючи ефект, часто званий звуковим «німбом» Ісуса. Тільки останні слова Ісуса на Хресті, арам. Елі, Елі! лама савахфані? тобто: «Боже Мій, Боже Мій! нащо Мене Ти покинув?» Мт. 27:46, співаються без цього «німба». Зменшені септакорди і раптові модуляції супроводжують партію Ісуса в його апокаліптичних пророцтвах.

## Частини
Примітка: Існують дві нумерації частин цього твору. Перша з них — подана згідно з каталогом BWV і включає номери від 1 до 78, друга — згідно з виданням Neue Bach-Ausgabe, що включає 68 номерів, деякі номери споряджені літерами. Автограф Й. С. Баха не містить жодних номерів.
| BWV            | NBA            | Тип                | Тип                                      | Тип                                                                     | Початковий текст                                                                         |
| -------------- | -------------- | ------------------ | ---------------------------------------- | ----------------------------------------------------------------------- | ---------------------------------------------------------------------------------------- |
| Частина перша  |                |                    |                                          |                                                                         |                                                                                          |
| 1              | 1              | Хор I & II & Хорал | Хор I & II & Хорал                       | Хор I & II & Хорал                                                      | Kommt, ihr Töchter, helft mir klagen — O Lamm Gottes unschuldig                          |
| 2              | 2              |                    | Євангеліст, Ісус                         | Євангеліст, Ісус                                                        | Da Jesus diese Rede vollendet hatte                                                      |
| 3              | 3              | Хорал              | Хорал                                    | Хорал                                                                   | Herzliebster Jesu, was hast du verbrochen                                                |
| 4              | 4a             |                    | Євангеліст                               | Євангеліст                                                              | Da versammleten sich die Hohenpriester und Schriftgelehrten                              |
| 5              | 4b             |                    | Хор I & II                               | Хор I & II                                                              | Ja nicht auf das Fest                                                                    |
| 6              | 4c             |                    | Євангеліст                               | Євангеліст                                                              | Da nun Jesus war zu Bethanien                                                            |
| 7              | 4d             |                    | Хор I                                    | Хор I                                                                   | Wozu dienet dieser Unrat?                                                                |
| 8              | 4e             |                    | Євангеліст, Ісус                         | Євангеліст, Ісус                                                        | Da das Jesus merkete, sprach er zu ihnen                                                 |
| 9              | 5              |                    |                                          | Речитатив (альт, флейти)                                                | Du lieber Heiland du                                                                     |
| 10             | 6              |                    |                                          | Арія (альт, флейти)                                                     | Buß und Reu                                                                              |
| 11             | 7              |                    | Євангеліст, Юда                          | Євангеліст, Юда                                                         | Da ging hin der Zwölfen einer mit Namen Judas Ischarioth                                 |
| 12             | 8              |                    |                                          | Арія (сопрано, флейти)                                                  | Blute nur, du liebes Herz!                                                               |
| 13a            | 9a             |                    | Євангеліст                               | Євангеліст                                                              | Aber am ersten Tage der süßen Brot                                                       |
| 13b            | 9b             |                    | Хор I                                    | Хор I                                                                   | Wo willst du, daß wir dir bereiten das Osterlamm zu essen?                               |
| 14             | 9c             |                    | Євангеліст, Ісус                         | Євангеліст, Ісус                                                        | Er sprach                                                                                |
| 15a            | 9d             |                    | Євангеліст                               | Євангеліст                                                              | Und sie wurden sehr betrübt                                                              |
| 15b            | 9e             |                    | Хор I                                    | Хор I                                                                   | Herr, bin ich's?                                                                         |
| 16             | 10             | Хорал              | Хорал                                    | Хорал                                                                   | Ich bin's, ich sollte büßen                                                              |
| 17             | 11             |                    | Євангеліст, Ісус                         | Євангеліст, Ісус                                                        | Er antwortete und sprach                                                                 |
| 18             | 12             |                    |                                          | Речитатив (сопрано, oboe d'amore)                                       | Wiewohl mein Herz in Tränen schwimmt                                                     |
| 19             | 13             |                    |                                          | Арія (сопрано, oboe d'amore)                                            | Ich will dir mein Herze schenken                                                         |
| 20             | 14             |                    | Євангеліст, Ісус                         | Євангеліст, Ісус                                                        | Und da sie den Lobgesang gesprochen hatten                                               |
| 21             | 15             | Хорал              | Хорал                                    | Хорал                                                                   | Erkenne mich, mein Hüter                                                                 |
| 22             | 16             |                    | Євангеліст, Петро, Jesus                 | Євангеліст, Петро, Jesus                                                | Petrus aber antwortete und sprach zu ihm                                                 |
| 23             | 17             | Хорал              | Хорал                                    | Хорал                                                                   | Ich will hier bei dir stehen                                                             |
| 24             | 18             |                    | Євангеліст, Ісус                         | Євангеліст, Ісус                                                        | Da kam Jesus mit ihnen zu einem Hofe, der hieß Gethsemane                                |
| 25             | 19             |                    |                                          | Речитатив (тенор, флейти, гобой да качча) і хор II                      | O Schmerz! Hier zittert das gequälte Herz — Was ist die Ursach aller solcher Plagen?     |
| 26             | 20             |                    |                                          | Арія (тенор, соло гобоя, флейти) і хор II                               | Ich will bei meinem Jesu wachen — So schlafen unsre Sünden ein                           |
| 27             | 21             |                    | Євангеліст                               | Євангеліст                                                              | Und ging hin ein wenig, fiel nieder auf sein Angesicht und betete                        |
| 28             | 22             |                    |                                          | Речитатив (бас)                                                         | Der Heiland fällt vor seinem Vater nieder                                                |
| 29             | 23             |                    |                                          | Арія (бас)                                                              | Gerne will ich mich bequemen, Kreuz und Becher anzunehmen                                |
| 30             | 24             |                    | Євангеліст, Ісус                         | Євангеліст, Ісус                                                        | Und er kam zu seinen Jüngern und fand sie schlafend                                      |
| 31             | 25             | Хорал              | Хорал                                    | Хорал                                                                   | Was mein Gott will, das gscheh allzeit                                                   |
| 32             | 26             |                    | Євангеліст, Ісус, Judas                  | Євангеліст, Ісус, Judas                                                 | Und er kam und fand sie aber schlafend                                                   |
| 33a            | 27a            |                    |                                          | Арія (сопрано, альт, флейти, oboes) і хор II                            | So ist mein Jesus nun gefangen — Laßt ihn, haltet, bindet nicht!                         |
| 33b            | 27b            |                    |                                          | Хор I & II                                                              | Sind Blitze, sind Donner in Wolken verschwunden?                                         |
| 34             | 28             |                    | Євангеліст, Ісус                         | Євангеліст, Ісус                                                        | Und siehe, einer aus denen, die mit Jesu waren, reckete die Hand aus                     |
| 35             | 29             | Хорал              | Хорал                                    | Хорал                                                                   | O Mensch, bewein dein Sünde groß                                                         |
| Частина друга  |                |                    |                                          |                                                                         |                                                                                          |
| 36             | 30             |                    |                                          | Арія (альт, флейта) і хор II                                            | Ach, nun ist mein Jesus hin! — Wo ist denn dein Freund hingegangen                       |
| 37             | 31             |                    | Євангеліст                               | Євангеліст                                                              | Die aber Jesum gegriffen hatten, führeten ihn zu dem Hohenpriester Kaiphas               |
| 38             | 32             | Хорал              | Хорал                                    | Хорал                                                                   | Mir hat die Welt trüglich gericht'                                                       |
| 39             | 33             |                    | Євангеліст, Свідки, Первосвященик        | Євангеліст, Свідки, Первосвященик                                       | Und wiewohl viel falsche Zeugen herzutraten, funden sie doch keins.                      |
| 40             | 34             |                    |                                          | Речитатив (тенор, гобої, віола да гамба)                                | Mein Jesus schweigt zu falschen Lügen stille                                             |
| 41             | 35             |                    |                                          | Арія (тенор, віола да гамба)                                            | Geduld, Geduld! Wenn mich falsche Zungen stechen                                         |
| 42a            | 36a            |                    | Євангеліст, High Priest, Jesus           | Євангеліст, High Priest, Jesus                                          | Und der Hohenpriester antwortete                                                         |
| 42b            | 36b            |                    | Хор I & II                               | Хор I & II                                                              | Er ist des Todes schuldig!                                                               |
| 43a            | 36c            |                    | Євангеліст                               | Євангеліст                                                              | Da speieten sie in sein Angesicht und schlugen ihn mit Fäusten                           |
| 43b            | 36d            |                    | Хор I & II                               | Хор I & II                                                              | Weissage uns, Christe, wer ists, der dich schlug?                                        |
| 44             | 37             | Хорал              | Хорал                                    | Хорал                                                                   | Wer hat dich so geschlagen                                                               |
| 45a            | 38a            |                    | Євангеліст, Служинця, Петро, Служинця II | Євангеліст, Служинця, Петро, Служинця II                                | Petrus aber saß draußen im Palast; und es trat zu ihm eine Magd                          |
| 45b            | 38b            |                    | Хор II                                   | Хор II                                                                  | Wahrlich, du bist auch einer von denen; denn deine Sprache verrät dich.                  |
| 46             | 38c            |                    | Євангеліст, Петро                        | Євангеліст, Петро                                                       | Da hub er an sich zu verfluchen und zu schwören                                          |
| 47             | 39             |                    |                                          | Арія (альт, скрипка соло I)                                             | Erbarme dich, mein Gott, um meiner Zähren Willen!                                        |
| 48             | 40             | Хорал              | Хорал                                    | Хорал                                                                   | Bin ich gleich von dir gewichen                                                          |
| 49a            | 41a            |                    | Євангеліст, Юда                          | Євангеліст, Юда                                                         | Des Morgens aber hielten alle Hohepriester und die Ältesten des Volks einen Rat          |
| 49b            | 41b            |                    | Хор I & II                               | Хор I & II                                                              | Was gehet uns das an? Da siehe du zu!                                                    |
| 50             | 41c            |                    | Євангеліст, Первосвященики               | Євангеліст, Первосвященики                                              | Und er warf die Silberlinge in den Tempel                                                |
| 51             | 42             |                    |                                          | Арія (бас, скрипка соло II)                                             | Gebt mir meinen Jesum wieder!                                                            |
| 52             | 43             |                    | Євангеліст, Пілат, Ісус                  | Євангеліст, Пілат, Ісус                                                 | Sie hielten aber einen Rat und kauften einen Töpfersacker                                |
| 53             | 44             | Хорал              | Хорал                                    | Хорал                                                                   | Befiehl du deine Wege                                                                    |
| 54a            | 45a            |                    | Євангеліст, Пілат, дружина Пілата        | Євангеліст, Пілат, дружина Пілата                                       | Auf das Fest aber hatte der Landpfleger Gewohnheit, dem Volk einen Gefangenen loszugeben |
| 54a (продовж.) | 54a (продовж.) |                    | Хор I & II                               | Хор I & II                                                              | Barrabam!                                                                                |
| 54b            | 45b            |                    | Хор I & II                               | Хор I & II                                                              | Laß ihn kreuzigen!                                                                       |
| 55             | 46             | Хорал              | Хорал                                    | Хорал                                                                   | Wie wunderbarlich ist doch diese Strafe!                                                 |
| 56             | 47             |                    | Євангеліст, Пілат                        | Євангеліст, Пілат                                                       | Der Landpfleger sagte                                                                    |
| 57             | 48             |                    |                                          | Речитатив (сопрано, гобой да качча)                                     | Er hat uns allen wohlgetan                                                               |
| 58             | 49             |                    |                                          | Арія (сопрано, флейта, гобой да качча, без струнних, no basso continuo) | Aus Liebe will mein Heiland sterben                                                      |
| 59a            | 50a            |                    | Євангеліст                               | Євангеліст                                                              | Sie schrieen aber noch mehr und sprachen                                                 |
| 59b            | 50b            |                    | Хор I & II                               | Хор I & II                                                              | Laß ihn kreuzigen!                                                                       |
| 59c            | 50c            |                    | Євангеліст, Пілат                        | Євангеліст, Пілат                                                       | Da aber Pilatus sahe, daß er nichts schaffete                                            |
| 59d            | 50d            |                    | Хор I & II                               | Хор I & II                                                              | Sein Blut komme über uns und unsre Kinder.                                               |
| 59e            | 50e            |                    | Євангеліст                               | Євангеліст                                                              | Da gab er ihnen Barrabam los                                                             |
| 60             | 51             |                    |                                          | Речитатив (альт)                                                        | Erbarm es, Gott! Hier steht der Heiland angebunden.                                      |
| 61             | 52             |                    |                                          | Арія (альт)                                                             | Können Tränen meiner Wangen                                                              |
| 62a            | 53a            |                    | Євангеліст                               | Євангеліст                                                              | Da nahmen die Kriegsknechte des Landpflegers Jesum zu sich                               |
| 62b            | 53b            |                    | Хор I & II                               | Хор I & II                                                              | Gegrüßet seist du, Jüdenkönig!                                                           |
| 62c            | 53c            |                    | Євангеліст                               | Євангеліст                                                              | Und speieten ihn an und nahmen das Rohr und schlugen damit sein Haupt.                   |
| 63             | 54             | Хорал              | Хорал                                    | Хорал                                                                   | O Haupt, voll Blut und Wunden                                                            |
| 64             | 55             |                    | Євангеліст                               | Євангеліст                                                              | Und da sie ihn verspottet hatten, zogen sie ihm den Mantel aus                           |
| 65             | 56             |                    |                                          | Речитатив (бас, флейти, віола да гамба)                                 | Ja, freilich will in uns das Fleisch und Blut zum Kreuz gezwungen sein                   |
| 66             | 57             |                    |                                          | Арія (бас, віола да гамба)                                              | Komm, süßes Kreuz, so will ich sagen                                                     |
| 67a            | 58a            |                    | Євангеліст                               | Євангеліст                                                              | Und da sie an die Stätte kamen mit Namen Golgatha                                        |
| 67b            | 58b            |                    | Хор I & II                               | Хор I & II                                                              | Der du den Tempel Gottes zerbrichst                                                      |
| 68a            | 58c            |                    | Євангеліст                               | Євангеліст                                                              | Desgleichen auch die Hohenpriester spotteten sein                                        |
| 68b            | 58d            |                    | Хор I & II                               | Хор I & II                                                              | Andern hat er geholfen und kann ihm selber nicht helfen.                                 |
| 68c?           | 58e            |                    | Євангеліст                               | Євангеліст                                                              | Desgleichen schmäheten ihn auch die Mörder, die mit ihm gekreuziget waren.               |
| 69             | 59             |                    |                                          | Речитатив (альт, гобой да качча)                                        | Ach Golgatha, unselges Golgatha!                                                         |
| 70             | 60             |                    |                                          | Арія (альт, гобой да качча) і хор II                                    | Sehet, Jesus hat die Hand uns zu fassen ausgespannt, kommt! — Wohin?                     |
| 71a            | 61a            |                    | Євангеліст, Ісус                         | Євангеліст, Ісус                                                        | Und von der sechsten Stunde an war eine Finsternis über das ganze Land                   |
| 71b            | 61b            |                    | Хор I                                    | Хор I                                                                   | Der rufet dem Elias!                                                                     |
| 71c            | 61c            |                    | Євангеліст                               | Євангеліст                                                              | Und bald lief einer unter ihnen, nahm einen Schwamm                                      |
| 71d            | 61d            |                    | Хор II                                   | Хор II                                                                  | Halt! Laß sehen, ob Elias komme und ihm helfe.                                           |
| 71e            | 61e            |                    | Євангеліст                               | Євангеліст                                                              | Aber Jesus schriee abermal laut und verschied.                                           |
| 72             | 62             | Хорал              | Хорал                                    | Хорал                                                                   | Wenn ich einmal soll scheiden                                                            |
| 73a            | 63a            |                    | Євангеліст                               | Євангеліст                                                              | Und siehe da, der Vorhang im Tempel zerriß in zwei Stück                                 |
| 73b            | 63b            |                    | Хор I & II                               | Хор I & II                                                              | Wahrlich, dieser ist Gottes Sohn gewesen.                                                |
| 73c            | 63c            |                    | Євангеліст                               | Євангеліст                                                              | Und es waren viel Weiber da, die von ferne zusahen                                       |
| 74             | 64             |                    |                                          | Речитатив (бас)                                                         | Am Abend, da es kühle war                                                                |
| 75             | 65             |                    |                                          | Арія (бас, гобой да качча)                                              | Mache dich, mein Herze, rein                                                             |
| 76a            | 66a            |                    | Євангеліст                               | Євангеліст                                                              | Und Joseph nahm den Leib und wickelte ihn in ein rein Leinwand                           |
| 76b            | 66b            |                    | Хор I & II                               | Хор I & II                                                              | Herr, wir haben gedacht, daß dieser Verführer sprach                                     |
| 76c            | 66c            |                    | Євангеліст, Пілат                        | Євангеліст, Пілат                                                       | Pilatus sprach zu ihnen                                                                  |
| 77             | 67             |                    |                                          | Речитатив (бас, тенор, альт, сопрано) і хор II:                         | Nun ist der Herr zur Ruh gebracht. — Mein Jesu, gute Nacht!                              |
| 78             | 68             | Хор I & II         | Хор I & II                               | Хор I & II                                                              | Wir setzen uns mit Tränen nieder                                                         |

## Український переклад
Страсті за Матвієм були перекладені українською мовою Тетяною Островською. В цьому перекладі твір звучав у 2000-х роках в Київській опері (диригент — Роджер Макмеррін).

## Використання у кіно
- П'єр Паоло Пазоліні використовував «Страсті за Матвієм» у своєму фільмі 1964 року «Євангеліє від Матвія». Арія «Erbarme Dich» була виконана норвезькою співачкою Кірстен Флагстад. Пазоліні також використовував цю музику у своєму першому художньому фільмі 1961 року «Аккатоне».
- «Страсті за Матвієм» грає на початку військової кінодрами італійського режисера Джіло Понтекорво 1966 року «Битва за Алжир».
- Початкова сцена «Страстей за Матвієм» повністю виконується автентичними інструментами тієї епохи у фільмі Даніеля Ює і Жана-Марі Штрауба «Хроніки Анни-Магдалени Бах» (1968).
- Фінальна сцена фільму Джорджа Лукаса 1971 року «THX 1138» використовує музику з першої частини «Страстей за Матвієм» «Kommt, ihr Töchter, helft mir klagen».
- У фільмі «Пілат та інші» 1972 року польського режисера Анджея Вайди за мотивами роману Михайла Булгакова «Майстер і Маргарита» була використана музика зі «Страстей за Матвієм».
- Андрій Тарковський шанував Баха, і писав у своїх щоденниках, що він був зворушений артистизмом і пафосом «Страстей за Матвієм». Фільм «Соляріс» 1972 року починається музикою фа-мінорної хоральної прелюдії Й. С. Баха. Речитатив зі «Страстей за Матвієм» був використаний у фільмі 1974 року «Дзеркало», арія «Erbarme dich» супроводжує титри його останнього фільму «Жертвоприношення» 1986 року й символізує вівтарний образ «Поклоніння Волхвів» Леонардо да Вінчі.
- «Страсті за Матвієм», поряд з іншими творами Баха, були використані у фільмі Жана-Люка Годара 1985 року «Вітаю тебе, Маріє».
- Завершальний хор першої частини «Страстей за Матвієм» використовують кілька разів у фільмі 1993 року «Руйнівник» із Сильвестром Сталлоне у головній ролі.
- Заключний хор («Wir setzen uns mit Tränen nieder») слугує темою, що відкриває і закриває фільм Мартіна Скорсезе 1995 року «Казино».
- Арію для баса «Mache dich, mein Herze, rein» (яку виконує Дітріх Фішер-Діскау в запису 1958 року з німецьким диригентом Карлом Ріхтером), використано у фільмі Ентоні Мінгелли «Талановитий містер Ріплі» (1999).
- Використав Тоні Скотт у фільмі «Доміно» 2005 року.
- В історичному епічному фільмі 2005 року Рідлі Скотта «Царство небесне» у сцені вбивства французького лицаря, князя Антіохії Рено де Шатійона використано арію «O Haupt voll Blut und Wunden».
- У фільмі Віма Вендерса 2008 року «Зйомки в Палермо» звучить уривок арії «Erbarme dich».